# 小川麻衣子 (モデル)
小川 麻衣子（おがわ まいこ、1987年6月8日 - ）は、日本のタレント、モデル、レースクイーン。
神奈川県相模原市出身。血液型はA型。国士舘大学21世紀アジア学部卒業。

## 略歴
2006年に国士舘大学に入学。大学ではサッカー部マネージャーを務めていた。2010年に国士舘大学卒業後はモデルとして活動を始める。
2013年、全日本ロードレース選手権でAKENO SPEED・MIC Racingのレースクイーンを務める。翌2014年にはスーパー耐久で岡部自動車T-MAN OIL Race Queen T-GIRLSとして活動するほか、D1グランプリや86/BRZレースにも参加している。
同年にミス・ユニバース・ジャパン長崎大会に出場。ファイナリストには選ばれるが長崎代表には選出されなかった。長崎代表で日本代表となった辻恵子はこの年の大会で一緒であり仲の良い友人の1人である。
2015年9月に行われた「Miss Tourism World Japan2015」で3位入賞を果たし、10月には「Miss Global Beauty Queen 2015」に日本代表として韓国で行われた世界大会に出場している。世界大会ではTop15には選出されなかった。
2016年にはベストボディジャパンに出場し水戸大会、宇都宮大会ガールズクラスでグランプリを受賞している。日本大会はTop15ファイナリスト。
同時開催されていたベストボディスーパーモデル日本大会では3位を受賞した。
2016年10月以降ブログが更新されておらず、Twitterも2017年7月現在アクセスできない（アカウントが消されている）ため、現在はInstagramのみで最新情報を知ることができる。
2019年8月に行われたSuper Body Contest東京大会Elegantクラス5位、10月の横浜大会では2位に入賞している。
2020年現在はモデル兼パーソナルトレーナーとしても活動中。

## 人物・エピソード
子供の頃から親の影響でタレント活動を始める。数々のCMに出演していたが学校に行けなくなることがとても嫌になりタレント活動を休止する。その頃同期だったのが女優の末永遥である。
中学時代は吹奏楽部に所属しフルートを担当していた。中学3年の時に6年振りの県大会に出場した。
高校は旧「相武台高校」（現：神奈川県立相模原青陵高等学校）に通っていた。卒業生にNEWSの小山慶一郎やダンサーの大貫勇輔、プロボクサーの井上尚弥がいる。当時からサッカーを観るのが好きで部活はサッカー部マネージャーをしていた。高校3年の時に両親が離婚している。
大学時代は21世紀アジア学部で韓国語を専攻していたが韓国語は話せない。大学4年の時にシンガポールへ1ヶ月留学をしている。大学でもサッカー部でマネージャーをしていたが、3年の時にモデルになる目標が出来たのを理由に退部している。
趣味はトレーニング、サーフィン、キックボクシング、ダイビング、ヨガ、旅行、スポーツ観戦、モータースポーツ観戦。兄が1人いる。
プライベートではミス・ユニバース・ジャパン長崎大会ファイナリスト仲間であり宝くじ幸運の女神2013、ミス日本酒2016グランプリの田中沙百合や2014ミスユニバースジャパン辻恵子、元AKB48の松原夏海も友人の1人である。
2022年5月17日に結婚したことを同月中に自身のインスタグラムで発表した。
2023年3月12日に第一子を出産したことを自身のインスタグラムで発表した。

## 活動

### レースクイーン
- 2013年
  - 全日本ロードレース選手権「AKENO SPEED・MIC Racing “AKENO SPEED GAL”」
  - スーパー耐久「SKR ENGINEERING レースクイーン」[16]。
- 2014年
  - スーパー耐久「岡部自動車T-MAN OIL Race Queen “T-GIRLS”」
  - スーパーカーレースシリーズ「AGE AGE Racing Girls」

### イベント
- BREAK GIRLS FESTIVAL（2012年4月13日、10月6日[1]／Shibuya O-EAST）
- 東京オートサロン2013「AIWAブースモデル」

## 作品

### DVD
- WARNING（2014年9月24日発売／M.B.D.メディアブランド）
- Image (2019年7月1日発売／竹書房)